# Chapelles San Lorenzo in Palatio et Sancta Sanctorum

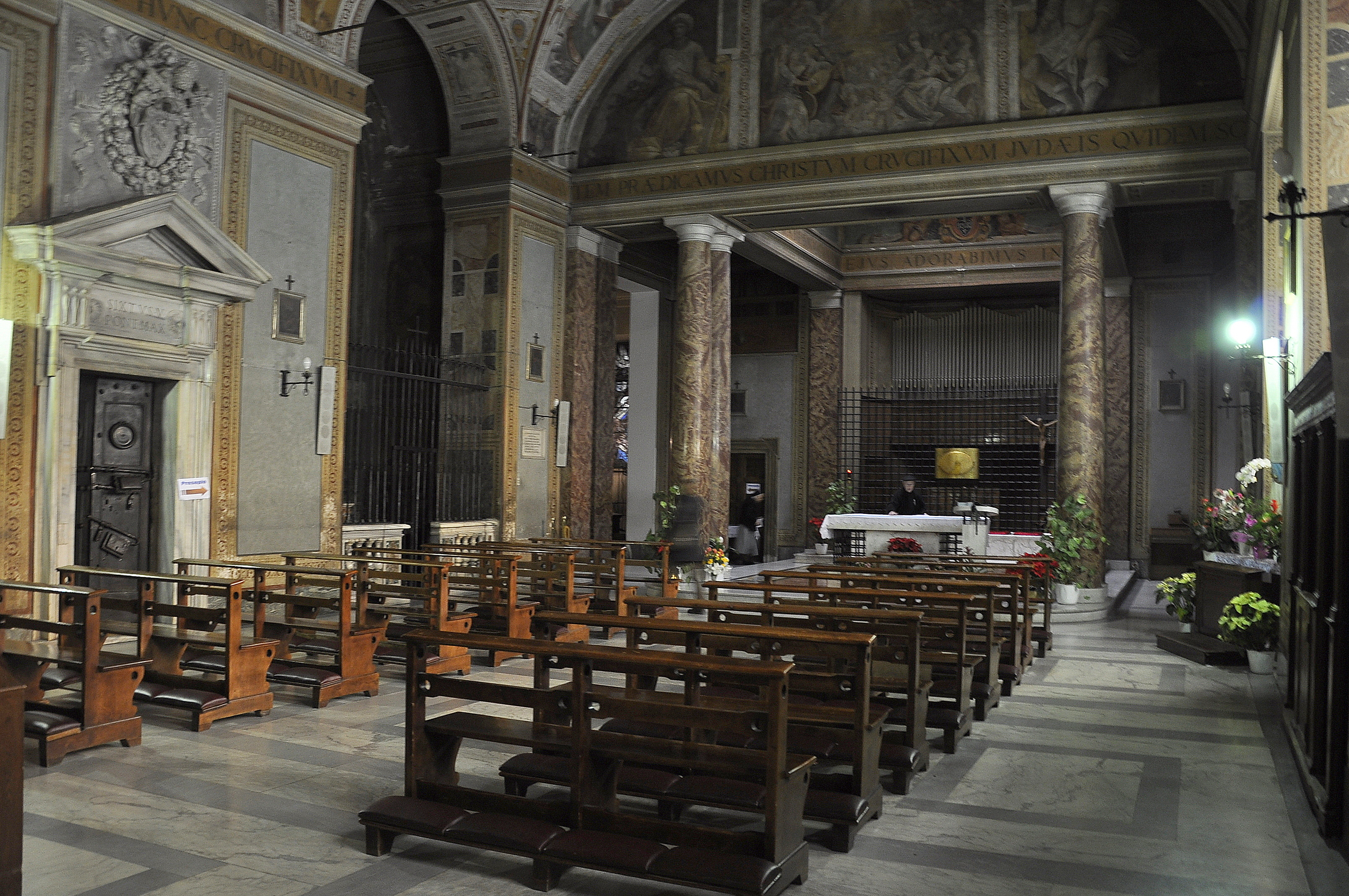
Vue générale de la chapelle Saint-Laurent de Rome.

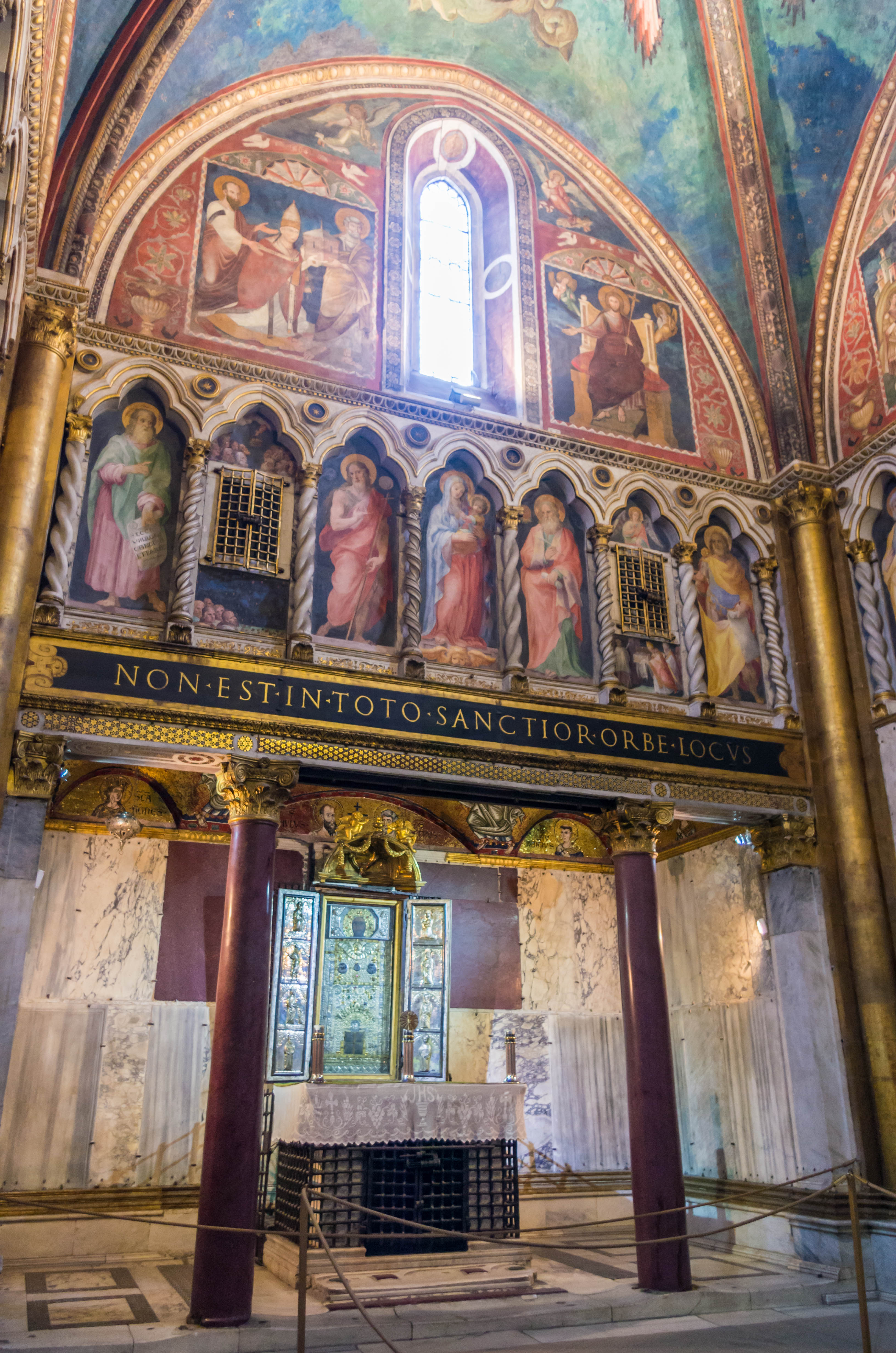
Le Sancta Sanctorum avec l'icône du Christ.

Les chapelles San Lorenzo in Palatio (Saint-Laurent-in-Palatio) et Sancta Sanctorum (Saint-des-Saints) à Rome se situent dans le seul bâtiment de l'ancien palais du Latran à ne pas avoir été détruit, le reste ayant été reconstruit au XVIe siècle. Le pape Sixte V voulut le préserver avec la Scala Santa, l'escalier du palais de Pilate à Jérusalem qui fut, selon la tradition, apporté en Italie par sainte Hélène et qui permet de rejoindre le Sancta Sanctorum. La chapelle San Lorenzo est dédiée au saint diacre, mort martyr, Laurent de Rome.

## Présentation
La chapelle se situe tout en haut de l'escalier de Pilate. De chaque côté du palier sont placées les portes en marbre et une grille qui ouvre sur le Saint des Saints, lieu où seul le Pape peut accéder. Elle prend le nom de Sancta Sanctorum au XIIe siècle, du fait des nombreuses reliques insignes acquises par les évêques de Latran qui veulent concurrencer la basilique Saint-Pierre attirant plus de pèlerins en raison de la présence du tombeau du saint. On cite au nombre de ces reliques : l’Arche d’alliance (confusion avec l'arche placée par le pape Léon III pour abriter des reliques), les Tables de la Loi, l’ombilic et le prépuce de l’Enfant Jésus, ses sandales, le fauteuil sur lequel il s’était assis lors de la Cène, le bâton avec lequel il fut frappé à la tête, les têtes de saint Pierre et de saint Paul (transférées par Urbain V au-dessus de la confession du Latran en 1368), la tête de sainte Agnès (désormais conservée dans l'église sant'Agnese dell'Agone) et de sainte Euphémie, un morceau de pain de la sainte Cène, le manteau de saint Jean-Baptiste, l'épaule de saint Matthieu, le menton de saint Barthélémy.
En 1903, le père Florian Jubaru est autorisé à examiner le Saint des Saints et trouve de nombreuses reliques dont la tête de sainte Agnès. En 1905 et 1906 le Père Hermann Grisar et Philippe Lauer éditent un premier inventaire des reliques, hâtivement, dans un esprit de concurrence.
Ces reliques ont été transférées aux musées du Vatican et les authentiques qui les accompagnaient sont désormais à la Bibliothèque vaticane. Une inscription au-dessus de l'autel, placée sur ordre de Sixte V, rappelle la richesse du trésor des reliques : « Non est in toto sanctior orbe locus » (Il n'est point de lieu plus saint au monde). 

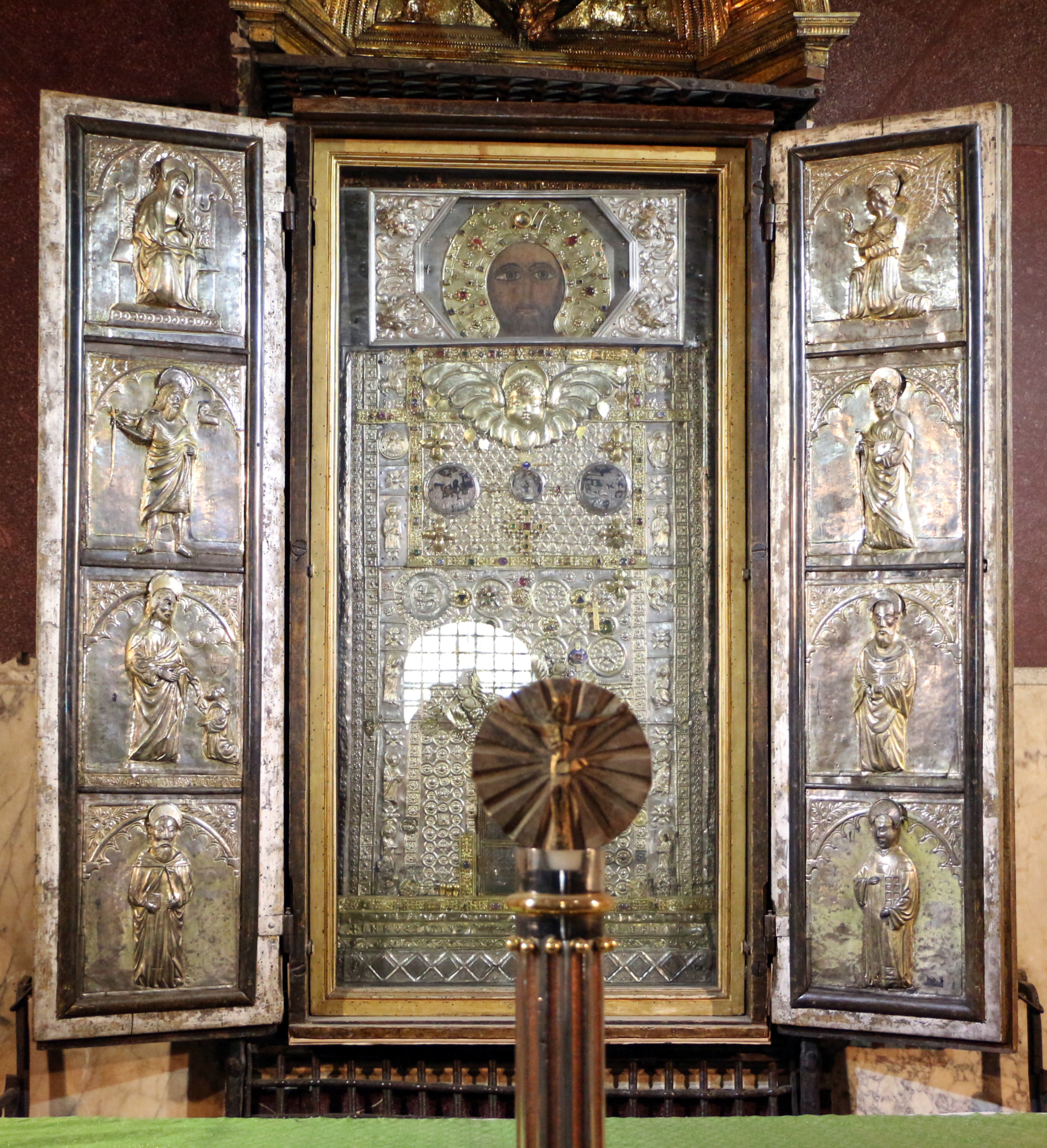
L'image acheiropoïète du Sancta Sanctorum.

Dans la chapelle il ne reste désormais du trésor d'origine qu'une icône réputée acheiropoïète, c'est-à-dire « non faite de main d'homme ». La tradition veut qu'elle ait été commencée par saint Luc et terminée par les anges. Elle représente le Christ en gloire sur le trône. Elle est peinte sur une planche et recouverte de lames d'argent. Seuls la tête et les pieds du Christ sont visibles, le reste étant recouvert de plaques d'argent.